# 鄰座的柏木同學
《鄰座的柏木同學》是霜月絹鯊所作的日本漫畫。连载于芳文社《Manga Time Kirara Forward》2009年11月號至2016年10月号，臺灣和香港中文版由東立出版社代理發行。
續篇《鄰座的柏木同學 after days》於《Manga Time Kirara Forward》2019年1月號開始連載至2020年3月號。

## 剧情概要
主人公櫻庭雄斗是个御宅族高中生。他是绘画SNS上的名为sayane的绘師的粉丝。在同所高中有厭宅症出名的柏木琴子，與喜愛二次元的櫻庭雄斗，在動漫店動漫天國中碰巧相遇，之後……。

## 登場人物
櫻庭雄斗
本作的男主角。17歲，草野和樹的好友，是個喜愛二次元的高中生，網路上的暱稱是咲☆LOVER，最近迷上了插畫投稿SNS中的sayane畫師。是動漫店動漫天國的員工。在第一次的工作中碰巧遇到了有厭宅症的柏木琴子，並與其約定不把這件事說出去。知道了柏木琴子與自己興趣相同後經常與其在沒有人的地方聊天。在漫畫第10集中得知sayane就是柏木琴子本人，對柏木琴子有好感，並於漫畫20集中向柏木琴子告白，並接受先從朋友做起。在漫畫25集改變形象時，不小心自己剪壞頭髮，經過補救後變成與之前的髮型完全不同，曾經誤會安倍川拓也為柏木琴子的男朋友。漫畫81集跟琴子正式成為男女朋友並交往。
柏木琴子
本作的女主角，福田清花的好友。表面上是個討厭二次元的人，其實非常喜歡，在插畫投稿的SNS上匿名成sayane，在動漫店動漫天國中碰巧遇見在那裡打工的櫻庭雄斗，並希望雄斗不要把這件事說出去。知道了櫻庭雄斗與自己興趣相同後經常與其在沒有人的地方聊天，漫畫15集中對把自己當成作畫工具的櫻庭雄斗感到憤怒，並於漫畫17集中和解。對於櫻庭雄斗突然的告白感到錯愕，並告知先從朋友做起，跟櫻庭雄斗的關係為朋友以上戀人未滿的感覺。漫畫81集與雄斗正式成為男女朋友並交往。
福田清花
柏木琴子的好友，單親（媽媽）家庭。出場的次數不少於女主角，經常與女主角交談秘密，表面看起來相當和善，實際上是超級腹黑女。曾經幫柏木琴子測試櫻庭雄斗是否會遵守約定。在漫畫30集中被草野和樹告白，接受並與其約定1個月後，如果還是保持這種心意，且自己的感情也有所變化就正式交往，之後因喜歡上草野和樹而開始正式交往，兩人於漫畫第66集接吻，弱點是脖子後方。
草野和樹
櫻庭雄斗的好友，喜歡福田清花，經常幫助男主角，男主角剪壞頭髮的修復工作也是由他來完成。在漫畫30集中向福田清花告白，被接受之後並答應約定1個月後，如果還是保持這種心意，且福田清花的感情也有所變化就正式交往，後來因為清花喜歡上他而開始正式交往，兩人於漫畫第66集接吻。
安倍川琴理
已婚32歲，柏木琴子的姐姐，安倍川拓也的妻子。長相非常矮小年輕，給人看不出實際年齡的感覺，非常溫柔。只有在安倍川拓也面前才會表現出小鳥依人的一面，是動漫天國的店長。
安倍川拓也
已婚，26歲，柏木琴理的丈夫。跟柏木琴理的感情非常好，曾經被櫻庭雄斗誤會成柏木琴子的男朋友。

## 單行本

### 鄰座的柏木同學
| 卷數 | 芳文社                                | 東立出版                             |
| ---- | ------------------------------------- | ------------------------------------ |
| 1    | 2010年4月12日 ISBN 978-4-8322-7904-9  | 2011年8月3日 ISBN 978-9-8610-7716-1  |
| 2    | 2010年11月12日 ISBN 978-4-8322-7959-9 | 2012年2月8日 ISBN 978-9-8610-7717-8  |
| 3    | 2011年6月13日 ISBN 978-4-8322-4034-6  | 2012年8月8日 ISBN 978-9-8610-8189-2  |
| 4    | 2012年2月13日 ISBN 978-4-8322-4109-1  | 2013年4月12日 ISBN 978-9-8610-9670-4 |
| 5    | 2012年9月12日 ISBN 978-4-8322-4191-6  | 2013年11月1日 ISBN 978-986-324-148-5 |
| 6    | 2013年5月12日 ISBN 978-4-8322-4295-1  | 2015年1月29日 ISBN 978-986-332-858-2 |
| 7    | 2013年12月12日 ISBN 978-4-8322-4377-4 | 2016年8月22日 ISBN 978-986-348-290-1 |
| 8    | 2014年7月11日 ISBN 978-4-8322-4460-3  |                                      |
| 9    | 2015年2月12日 ISBN 978-4-8322-4523-5  |                                      |
| 10   | 2015年9月12日 ISBN 978-4-8322-4613-3  |                                      |
| 11   | 2016年3月12日 ISBN 978-4-8322-4672-0  |                                      |
| 12   | 2016年9月12日 ISBN 978-4-8322-4741-3  |                                      |

### 鄰座的柏木同學 after days
| 卷數 | 芳文社        | 芳文社                 |
| 卷數 | 發售日期      | ISBN                   |
| ---- | ------------- | ---------------------- |
| 1    | 2020年3月12日 | ISBN 978-4-8322-7176-0 |
| 2    | 2020年3月12日 | ISBN 978-4-8322-7177-7 |

## 外部連結
- となりの柏木さん （页面存档备份，存于） - 芳文社作品介紹（日語）
- 鄰座的柏木同學 - 東立Online作品介紹